# Liste der Baudenkmäler in Burgstall (Südtirol)
Die Liste der Baudenkmäler in Burgstall (italienisch Postal) enthält die vier als Baudenkmäler ausgewiesenen Objekte auf dem Gebiet der Gemeinde Burgstall in Südtirol.
Basis ist das im Internet einsehbare offizielle Verzeichnis der Baudenkmäler in Südtirol. Dabei kann es sich beispielsweise um Sakralbauten, Wohnhäuser, Bauernhöfe und Adelsansitze handeln. Die Reihenfolge in dieser Liste orientiert sich an der Bezeichnung, alternativ ist sie auch nach der Adresse oder dem Datum der Unterschutzstellung sortierbar.

## Liste
| Foto |                 | Bezeichnung                       | Standort                     | Eintragung                   | Beschreibung                                                                  | Metadaten                       |
| ---- | --------------- | --------------------------------- | ---------------------------- | ---------------------------- | ----------------------------------------------------------------------------- | ------------------------------- |
| ja   | Datei hochladen | Bahnhof Lana-Burgstall ID: 50024  | 46° 36′ 30″ N, 11° 10′ 57″ O | 5. Apr. 2004 (BLR-LAB 1083)  | Bahnhof/Remise                                                                | KG: Burgstall Bauparzelle: 57   |
| ja   | Datei hochladen | Pfarrkirche Heiligkreuz ID: 14492 | 46° 36′ 42″ N, 11° 11′ 41″ O | 23. Juli 1979 (BLR-LAB 4417) | Kirche                                                                        | KG: Burgstall Bauparzelle: 1    |
| ja   | Datei hochladen | Pfarrwidum ID: 50588              | 46° 36′ 41″ N, 11° 11′ 42″ O | 3. Feb. 2015 (BLR-LAB 133)   | Kernbau aus dem 13./14. Jahrhundert, um 1500 und im 19. Jahrhundert erweitert | KG: Burgstall Bauparzelle: 3    |
| ja   | Datei hochladen | Ruine Burgstall ID: 14493         | 46° 36′ 43″ N, 11° 11′ 35″ O | 23. Juli 1979 (BLR-LAB 4417) | Burgruine                                                                     | KG: Burgstall Bauparzelle: 53/2 |

Falls bei einem Baudenkmal keine Koordinaten bekannt sind, werden ersatzweise die Katasterdaten zum Zeitpunkt der Unterschutzstellung angegeben. Diese sind weder offiziell noch zwingend aktuell.
Die vom Landesdenkmalamt übernommenen Adressen können veraltet sein.
| Foto:   | Fotografie des Denkmals. Klicken des Fotos erzeugt eine vergrößerte Ansicht. Daneben finden sich zwei Symbole: |
| ID      | Identifikator beim Südtiroler Landesdenkmalamt                                                                 |
| KG      | Katastralgemeinde                                                                                              |
| MD      | Ministerialdekret                                                                                              |
| BLR-LAB | Beschluss der Landesregierung – Landesausschussbeschluss                                                       |